# Daneon Parchment
Daneon Parchment (* 29. Dezember 1981) ist ein jamaikanischer Fußballschiedsrichter.
Seit 2017 ist er FIFA-Schiedsrichter und leitet internationale Fußballspiele.
Parchment wurde bislang bei drei CONCACAF Gold Cups eingesetzt. Er leitete zwei Gruppenspiele beim Gold Cup 2019, ein Gruppenspiel und das Halbfinale zwischen Mexiko und Kanada (2:1) beim Gold Cup 2021 sowie ein Gruppenspiel beim Gold Cup 2023.
Zudem leitete Parchment Spiele in der CONCACAF Champions League (sieben Partien), in der CONCACAF Nations League, in der CONCACAF League, in der CONCACAF-Qualifikation für das olympische Fußballturnier 2020 und für die Weltmeisterschaft 2022 (zwei Spiele) sowie Freundschaftsspiele.
Am 18. Juni 2023 pfiff Parchment das Spiel um Platz 3 der CONCACAF Nations League 2022/23 zwischen Panama und Mexiko (0:1) in Paradise, Nevada.